# Danilo Arona
Danilo Arona (Alessandria (municipi del Piemont), Piemont, 28 de maig de 1950) és un escriptor italià, periodista i assagista.
També ha estat involucrat durant anys amb la literatura fantasia i el cinema, i ha seguit qualsevol referència o aparició de fantasia a les notícies i a la societat italiana. Va formar part del jurat al XIII Festival Internacional de Cinema Fantàstic i de Terror de 1980.

## Obres

### Assaigs
- Guida al fantacinema, Gammalibri
- Guida al cinema horror, Ripostes
- Nuova guida al fantacinema - La maschera, la carne, il contagio, Puntozero
- Tutte storie - Immaginario italiano e leggende contemporanee, Costa & Nolan 1994[1]
- Vien di notte l'Uomo Nero - Il cinema di Stephen King, Falsopiano 1997
- Satana ti vuole, Corbaccio
- Possessione mediatica, Marco Tropea Editore, 1998
- Wes Craven - Il buio oltre la siepe, Falsopiano, 1999

### Novel·les
- La penombra del gufo, Amnesia
- Un brivido sulla schiena del Drago, Amnesia
- La pianura fa paura, Editoriale AGP
- Il vento urla Mary, PuntoZero
- Rock, Solid Books 2002
- L'ombra del dio alato, Marco Tropea, 2003
- L'esorcista, il cinema, il mito, Falsopiano, 2003
- Palo Mayombe, Dario Flaccovio, 2004
- La stazione del dio del suono, Larcher, 2004
- Cronache di Bassavilla, Dario Flaccovio, 2006
- Black Magic Woman, Frilli, 2006
- Finis Terrae, Mondadori, 2007
- Melissa Parker e l'incendio perfetto, Dino Audino, 2007
- Santanta, Perdisa, 2008
- L'estate di Montebuio, Gargoyle Books, 2009
- Ritorno a Bassavilla, Edizioni XII, 2009